# Bomolocha manalis
Bomolocha manalis är en fjärilsart som beskrevs av Walker 1859. Bomolocha manalis ingår i släktet Bomolocha och familjen nattflyn. Inga underarter finns listade i Catalogue of Life.